# 石山緑地

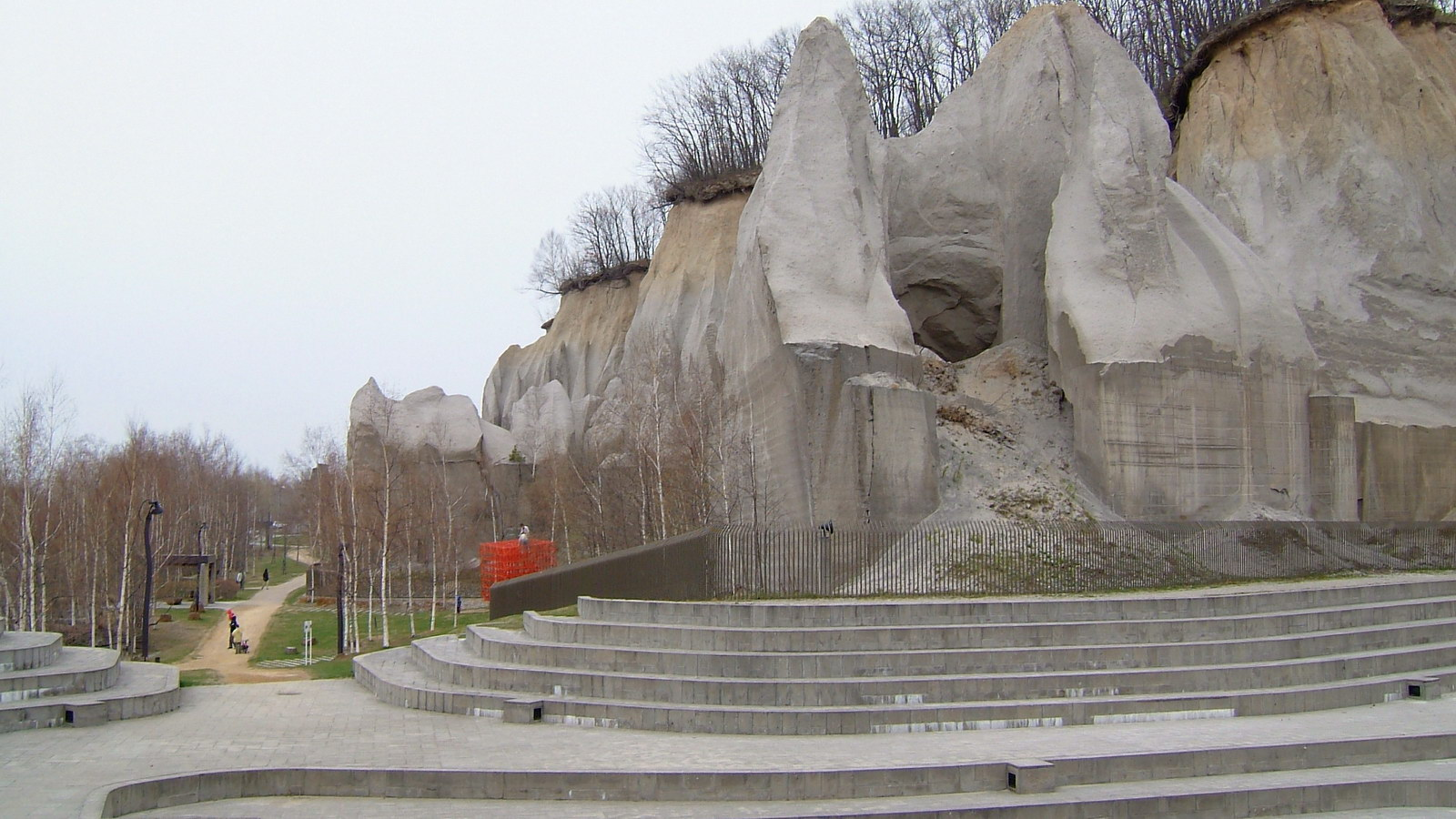
「赤い空の箱」とネガティブマウンド（石の広場）（2004年4月）

石山緑地（いしやまりょくち）は、札幌市南区にある公園（緑地）。

## 概要
札幌軟石の採掘跡地を公園化しており、道路を挟んで北ブロックと南ブロックに分かれている。
この石切り採った跡地は、何となく人を不安な気持にさせる場所でふだん目にすることがない不自然な地形には、人の手の跡が残って人間臭さが横溢しているし、露になった石肌は自然の裸身のようでもある一人でずっとそこにいるのは遠慮したい、というような所であった。

その場所を市民が憩える公園に変えることになったもので、この特異な条件の下であるため、ここだけの特殊部隊が編成されることになった。

形の創り手は、彫刻家5人のグループ國松明日香、永野光一、丸山隆、松隈康夫、山谷圭司による造形集団「CINQ」（サンク）を結成。
北ブロックは展望テラスやテニスコート、ゲートボール場などがある。南ブロックは切り立った岩肌が露出したまま残されており、その景観を背景として「CINQ」（サンク）デザインの作品を野外展示している。
ランドスケープデザイナーがデザインを吟味する傍ら、これを世に送り出す彼らの発想を公共事業のシステムに組み込み、定着させる役割を担った。また彫刻家や建築家、施工者と行政の混成チームの調整役になって、公園全体の像を組み立てていく。そのうえでこれはランドスケープ·アーキテクトの本来求められる役割をなした。いろいろな場面で軋轢もあってもここに良いものを残す傍ら北の街の草創期に活躍した石達への鎮魂歌を刻もう、という目的を同じくし、お互い歩み寄るかたちであった。

石切場跡地は、このように時を得、人を得て、新しい姿に生まれ変わっていく。その場面を市民に見てほしい、それはこの公園だけでなく札幌のまちのためになると考え、平成6年8月にはすでに制作現場を公開している。
そこでは多くの市民からさまざまな反響があり、こうした意見を受けとめて公園をつくっていくかたちとなったことで、これも市民参加の公園づくりとみなすことができる。

平成9年度日本造園学会賞受賞。
『第8回札幌市都市景観賞』を受賞しているほか、『第1回さっぽろ景観総選挙』では第1位に選ばれている。東日本大震災からの復興支援を目的とする活動の一環として、ボランティア団体がキャンドルナイト『いしやまキャンドルナイト』を開催している。

## 施設
北ブロック
- 展望テラス
- 休養広場
- テニスコート（2面）
- ゲートボール場（1面）
- コンビネーション遊具

南ブロック
- 札幌市南老人福祉センター[23]
- 呼吸する門
- スパイラルスプリング（水の広場）
- てつなぎ石
- 赤い空の箱
- 沈黙の森
- ネガティブマウンド（石の広場：野外ステージ）
- 午後の丘（芝生広場）

## 参考資料
- “石山軟石の今昔”. 南区開拓夜話.  札幌市. 2016年11月9日閲覧。